# Myxilla rosacea
Myxilla rosacea är en svampdjursart som först beskrevs av Lieberkühn 1859.  Myxilla rosacea ingår i släktet Myxilla och familjen Myxillidae.
Artens utbredningsområde är Adriatiska havet. Utöver nominatformen finns också underarten M. r. japonica.